# Polycérate

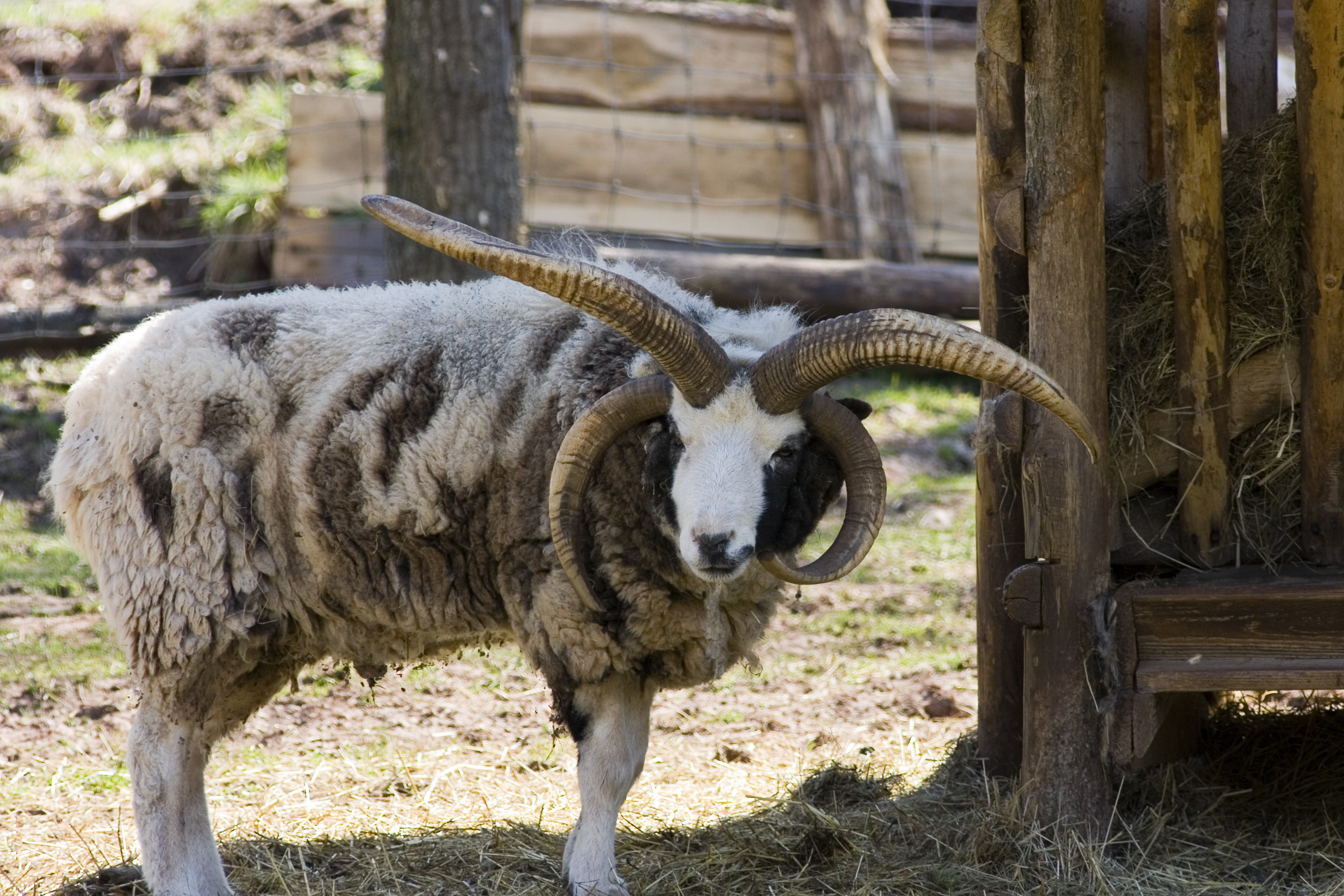
Un mouton de Jacob tétracère. Parc animalier Tambach, arrondissement de Cobourg (Haute-Franconie, Allemagne).

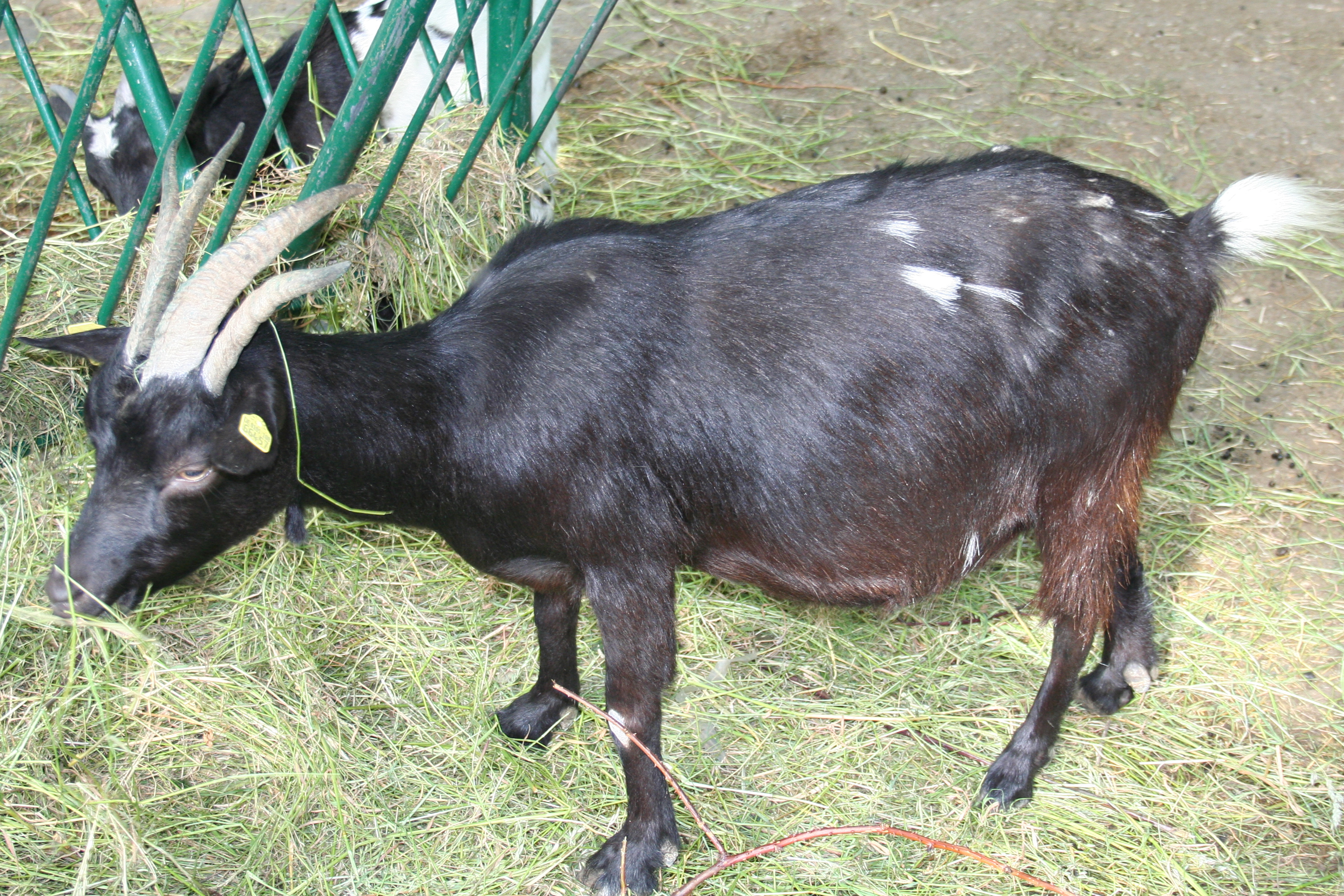
Une chèvre de race vierhornziege, tétracère. Parc zoologique de Hamm, Hamm (Rhénanie-du-Nord-Westphalie, Allemagne).

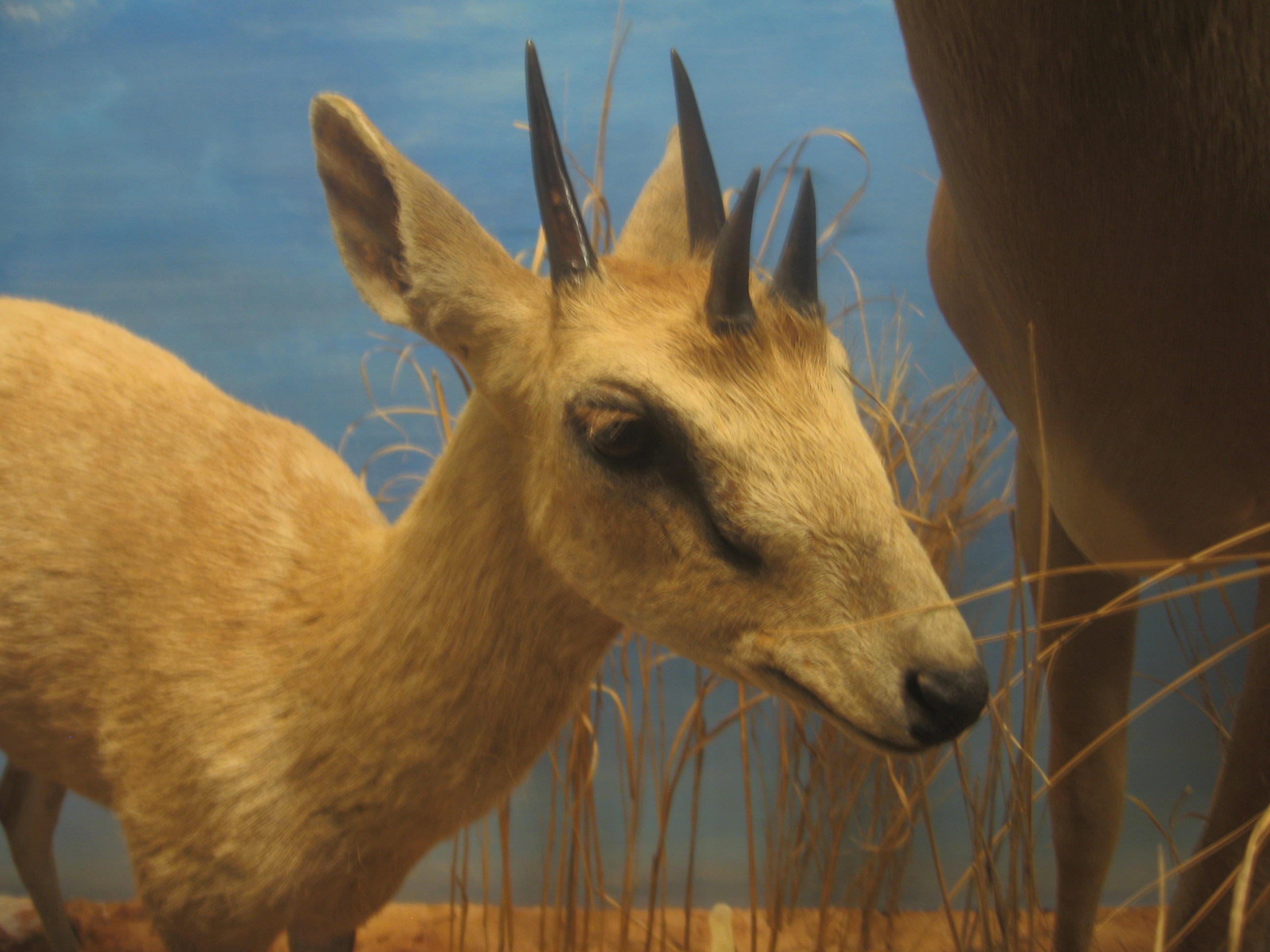
Une antilope tétracère, naturalisée. Musée Field, Chicago (Illinois, États-Unis).

Les polycérates (« à cornes multiples ») sont des animaux ayant plus de deux cornes. On en connaît dans la famille des Bovidés (sous-familles Caprinae, Antilopinae et Alcelaphinae).

## Occurrences chez les Bovidés

### Caprins

#### Moutons
Les races de moutons polycères comprennent les Hebridean, les moutons islandais, les moutons de Jacob, les Loaghtan, les moutons de Boreray et les Navajo-Churro (en). Un exemple d'un mouton Shetland polycère était le bélier du président américain Thomas Jefferson gardé pendant plusieurs années au début du XIXe siècle devant la Maison-Blanche. Au printemps 1808, ce bélier a attaqué plusieurs personnes qui avaient pris des raccourcis sur la place, en blessant certains et tuant un petit garçon. En raison de l'élevage sélectif, les moutons polycères sont de plus en plus rares dans les îles britanniques et en Espagne mais certaines races peuvent encore être trouvées en Asie. Un exemple est le mouton à face noire du Tibet.

#### Chèvres
Il y a eu des signalements de chèvres polycères (ayant jusqu'à huit cornes), bien qu'il s'agisse d'une rareté génétique probablement héréditaire. Les cornes sont le plus souvent retirées dans les troupeaux de chèvres laitières commerciales, afin de réduire les risques de blessures sur les humains et les autres chèvres.

### Antilopinés
Les antilopes peuvent être polycères, comme l'Antilope tétracère (à quatre cornes).

### Alcelaphinés
Le Gnou bleu (Connochaetes taurinus) peut être polycère. Les deux sexes possèdent normalement une paire de grandes cornes incurvées.

## Génétique
Le mécanisme de développement des cornes est assez mal connu parce qu'il implique des centaines de gènes et que les cellules souches se différencient très tôt au cours de l'embryogenèse. L'origine de l'anomalie polycère semble cependant liée, au moins chez les Caprins, à une mutation du gène HOXD1 (en), qui en réduit l'expression avec pour conséquence une extension de la zone où peut s'étendre le bourgeon de corne (qui peut alors s'étirer et se séparer en deux),.

## Dans la culture
Dans la mythologie grecque, le Cerastes (en) est un serpent parfois décrit avec deux cornes ou quatre petites cornes.